# Hugues Du Tems
Jean-François-Hugues Du Tems (* 6. August 1745 in Reugney; † 19. Juli 1811 in Paris) war ein französischer Geistlicher und Historiker.

## Leben
Er studierte in Besançon und setzte sein Theologiestudium an der Sorbonne fort, wo er promoviert wurde. Als er Generalvikar von Bischof Ferdinand Maximilien Mériadec de Rohan-Guéméné wurde, erhielt er mit dessen Unterstützung ein Kanonikat. Er veröffentlichte die ersten Bände einer Geschichte des Klerus von Frankreich, die größtenteils von der Gallia Christiana übernommen wurde. Ab 1782 hatte er den Lehrstuhl für Geschichte und Moral am Collège royal inne. Nach den Septembermassakern 1792 verlor er seinen gesamten Besitz und beschloss, Paris zu verlassen. In Dôle wurde er als „refraktärer Priester“ verhaftet und in die Schweiz abgeschoben. Er flüchtete nach Italien, wo er blieb, bis er 1801 nach Paris zurückkehrte. In den letzten zehn Jahren seines Lebens lebte er von seinen Werken, z. B. einer Biografie des Herzogs von Marlborough und Artikeln für das Journal des débats und das Répertoire de jurisprudence. Er starb schwer krank und verarmt am 19. Juli 1811 in Paris.

## Werke
- Éloge de Pierre Du Terrail, appelé le chevalier Bayard sans peur et sans reproche (1770)
- Le Clergé de France, ou Tableau historique et chronologique des archevêques, évêques, abbés, abbesses et chefs des chapitres principaux du royaume, depuis la fondation des églises jusqu’à nos jours (4 Bände, 1774–1775) Band 1, Band 2, Band 3, Band 4
- Panégyrique de Saint-Louis, prononcé dans la chapelle du Louvre le 25 août 1780 (1781)
- Histoire de Jean Churchill, duc de Marlborough (3 Bände, 1805–1808) Band 1, Band 2, Band 3